# Belola (Ort)
Belola ist ein Ort im osttimoresischen Suco Balibo Vila (Verwaltungsamt Balibo, Gemeinde Bobonaro). Er liegt in einer Meereshöhe von 467 m im Südosten der Aldeia Belola. Der Ort befindet sich an einer Straße, die von Balibo, dem Hauptort des Verwaltungsamtes, nach Osten in die Gemeindehauptstadt Maliana führt. Der südwestliche Nachbarort an der Straße ist Fatunisin, östlich liegt die Siedlung Lasuleten. Nach Norden zweigt eine Straße nach Malibikan ab.